# كاردينال-إنفانتي فرناندو من النمسا
كاردينال-إنفانتي فرناندو من النمسا (بالإسبانية: Fernando de Austria)‏ (و. 1609 – 1641 م) هو سياسي، وضابط، وكاهن كاثوليكي من إسبانيا. ولد في الإسكوريال. ويحمل رتبة عسكرية فريق أول.
توفي عن عمر يناهز 32 عاماً.

## مناصب
تولى منصب رئيس أساقفة، والكاردينال.